# 이자연 (전주 이씨)
이자연(李自延, 생몰년 미상)은 신라의 문신(文臣)으로 사공 이한과 태종 무열왕의 11세손 시조비 김씨의 아들이며 아내는 진양군(晉陽君) 윤자인(尹子仁)의 딸인 윤씨(尹氏)로 그녀와의 사이에서 이천상을 낳았다.
완산실록에 따르면 이름은 "李自延"이나, 합천이씨족보에서 발견된 경주이씨 35대 실전세계의 기록에 따르면 "李子延"이라고 한다.

## 생애
완산실록에 따르면 신라 경순왕 시기 시중(侍中)을 지냈다고 하나 이자연의 부친 이한은 신라 경덕왕 시기의 인물이기에 경순왕 시기와 170년이 차이나는 등, 그 진위여부가 불확실하다.
고려의 장화공(章和公)인 이자연과 동일인물 의혹이 있으며, 완산실록의 이자연은 조선을 건국한 조선 태조의 21대조이다.

## 가족
- 부친: 시조고 이한
- 모친: 시조비 김씨
  - 아내: 윤씨(尹氏)
    - 아들: 이천상

## 참고
- 2세(世) 자연(自延)